# 搶槓
搶槓，是港式廣東麻雀一種和牌方式，日本稱枪杠。在对手宣布加杠的时候，如果所加的杠牌恰好能被己方胡牌，则此时本役成立。此时作为荣和处理，加杠者被当作放铳者。虽然日文中正确写法是（意思为“抢/和”走这张杠牌），但实际常被写成（意思为杠的时候放“枪/铳”）。據老一輩的說法，計和絕張，出銃者包賠被搶槓方及和牌方。
槓又分大明槓，小明槓，暗槓，三種都因應不同情況有不同處理方法。

## 概要
特殊情况下才存在的役种，在1翻役中相当的罕见。
唯一一种能胡牌河以外的牌的役种。
枪杠必须只能抢小明杠（国士无双是例外，见下方）
三人麻雀中，聽北可以和別人拔的北，但不計算槍槓。
当枪杠成立的时候，相应的杠不被记为成立。因此不会产生杠宝牌，且当处在立直一发圈内时可以与一发複合。基于相同理由，当两家或两家以上开第四杠时，枪杠会被视作胡牌而非四杠流局。
基本的枪杠被限制为碰牌的加杠时，仅有部分规则承认国士无双（十三幺）对暗杠的枪杠，具体请参见搶暗槓。对于对手打出的己方正在听的牌被另一人杠去的情况，当胡牌和大明杠同时出现时，由于胡牌的优先度高于杠牌，因此不会记为枪杠，这一点值得注意。
同时需要注意当处在振听状态时，就算可以枪杠胡牌也会因振听的优先度高于胡牌而无法枪杠。而且立直时如果放过了加杠牌而没有胡牌则适用振听规则处理。

## 關連項目
- 日本麻将的和牌牌型列表

## 脚注
1. ↑  麻雀の役一覧（点数顺） （页面存档备份，存于），根据统计约为0.05％